# Nicotinammide adenina dinucleotide fosfato
Il nicotinammide adenina dinucleotide fosfato (a cui ci si riferisce spesso con la formula NADP(H), che comprende sia NADP+, la forma ossidata, che NADPH, la forma ridotta, a volte indicata anche come NADPH2) è un nucleotide simile per funzioni biologiche e struttura al NAD, da cui differisce per la presenza di un gruppo fosfato aggiuntivo esterificato al gruppo ossidrilico del carbonio 2' dell'adenosina. È un coenzima ossidoriduttivo.
Mentre il NAD è utilizzato primariamente nei processi catabolici (reazioni di ossidazione del metabolismo), il NADP(H) viene utilizzato prevalentemente nei processi anabolici (reazioni riduttive), particolarmente nelle reazioni di biosintesi di lipidi e acidi nucleici, che in particolare necessitano della forma ridotta (NADPH).
Negli organismi fotosintetici il NADP(H) viene ottenuto durante i processi di fotofosforilazione e utilizzato nei processi di biosintesi dei carboidrati. Negli animali il NADP(H) è ricavato principalmente nella via dei pentoso fosfati.

## Ruolo nelle piante
Nei cloroplasti, il NADP+ è ridotto dalla ferredossina-NADP+ reduttasi nell'ultimo passaggio della catena di elettroni della fase luminosa della fotosintesi. Il potere riducente del NADPH prodotto è poi utilizzato per le reazioni biosintetiche del ciclo di Calvin.

## Ruolo negli animali
La fase ossidativa della via dei pentoso fosfati è la maggior fonte di NADPH nelle cellule animali. Il NADPH provvede a fornire gli equivalenti riducenti per le reazioni biosintetiche e per le ossidoriduzioni coinvolte nella protezione dalla tossicità delle specie reattive dell'ossigeno (ROS). In particolare, il NADPH è il cofattore essenziale degli enzimi antiossidanti glutatione reduttasi (GSR) e tioredoxina reduttasi (TxR). L'azione antiossidante degli enzimi è indiretta, dato che essi rigenerano la vera controparte antiossidante, che è rappresentata dal glutatione (GSH) o dalla proteina chiamata tioredoxina (Trx).
Il NADPH funge anche da fonte di equivalenti riducenti per le idrossilazioni dei composti aromatici (compresi gli idrocarburi policiclici cancerogeni), degli steroidi, dell'alcol e dei farmaci mediate dal sistema del citocromo P450.
Il NADPH è anche usato per i pathways anabolici, come la sintesi di lipidi, di colesterolo e per l'elongazione delle catene degli acidi grassi.
Infine, studi molto recenti hanno dimostrato che il NADP+ è un regolatore diretto dell'espressione genica e della longevità. Esistono oramai molte pubblicazioni che attribuiscono tale effetto a delle proteine NADP-dipendenti chiamate "sirtuine" (SIRTs). Tali proteine sono state inizialmente studiate nel lievito, ma la loro fisiologia e biochimica è comparabile a quella delle cellule animali. Tramite il NADP+, le sirtuine regolerebbero la funzione di un oncosoppressore conosciuto come "p53", coinvolto nei meccanismi di arresto cellulare, differenziamento, senescenza e morte cellulare.

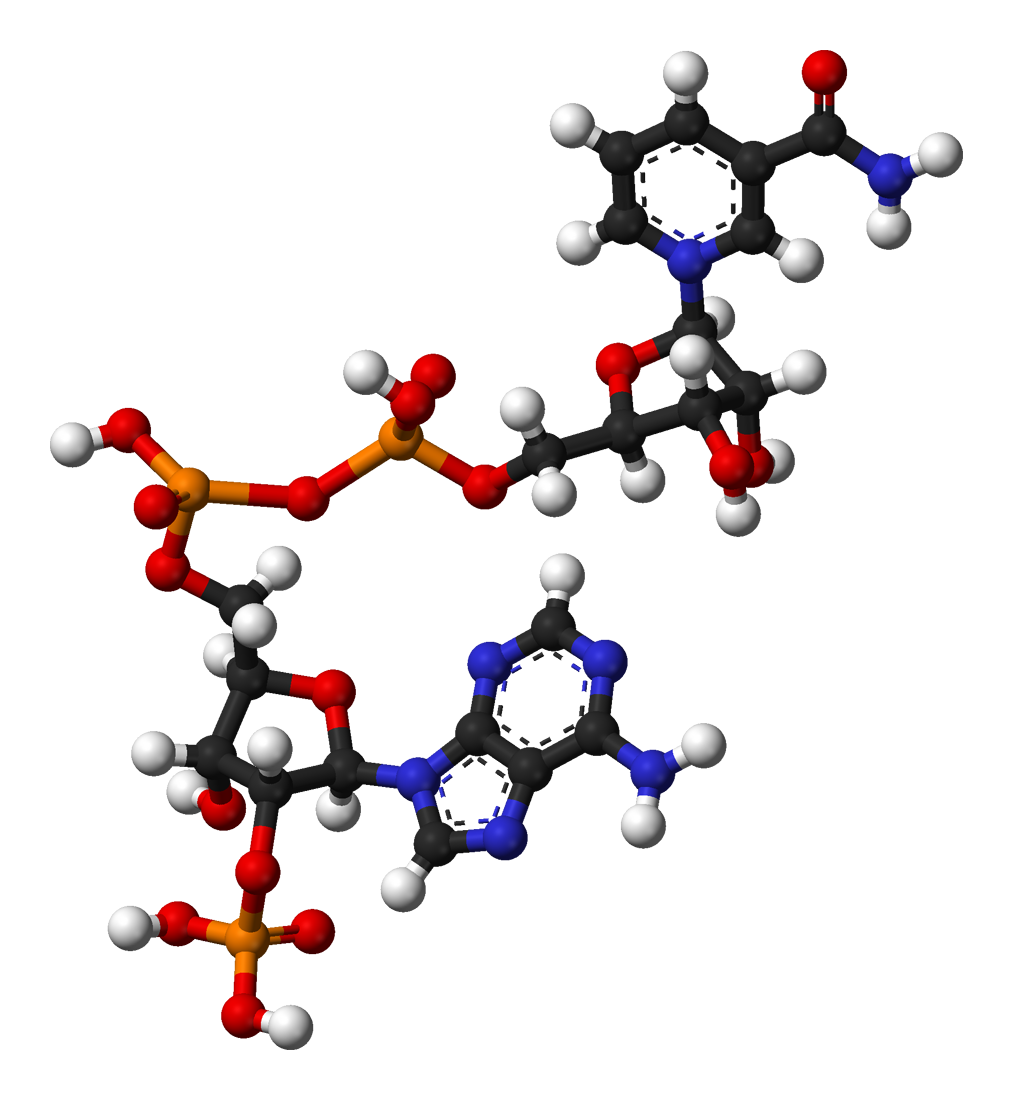
NADP+
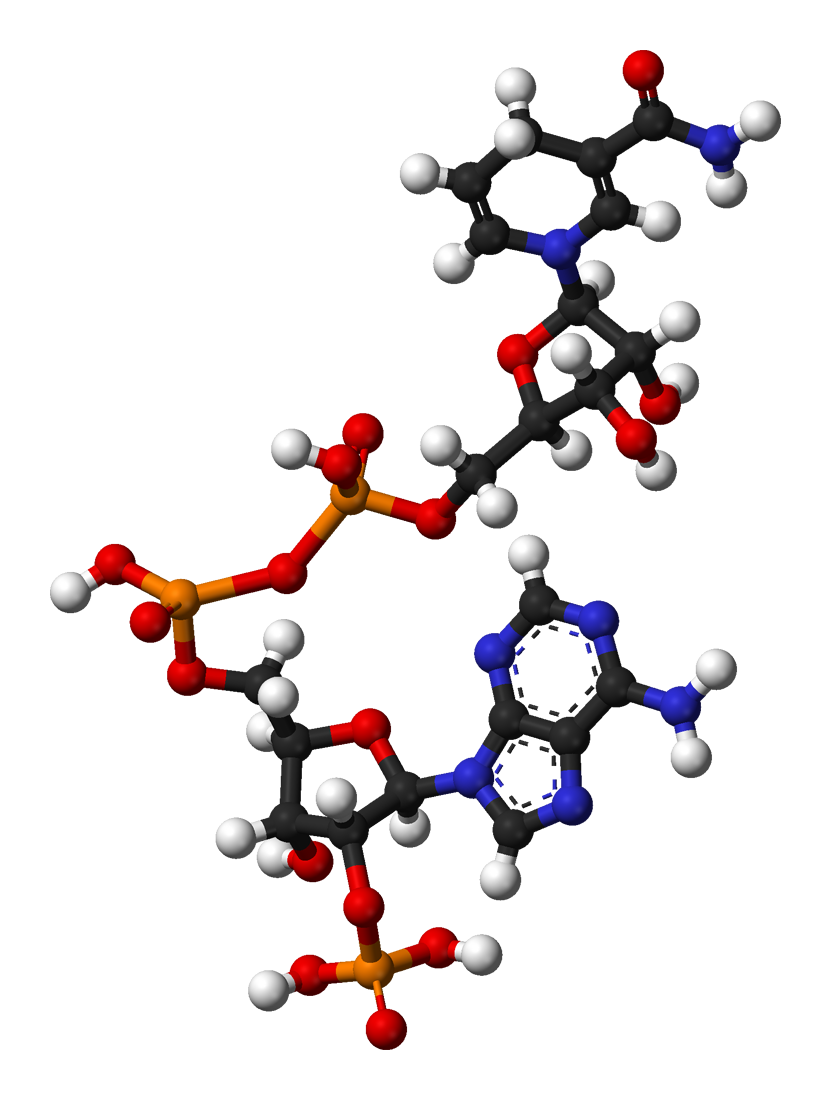
NADPH